# Резнюк, Дмитрий Валерьевич
Дми́трий Вале́рьевич Резню́к (5 мая 1984, Вышний Волочек, Калининская область, СССР) — российский футболист, защитник.

## Карьера
Воспитанник вышневолоцкого футбола. Первый тренер — Г. А. Кукушкин. В 2006 году сыграл 3 встречи за ФК «Рига» в  высшей лиге чемпионата Латвии.
В 2009 году выступал за сборную России на Всемирной Маккабиаде. После турнира он вместе с Никитой Маляровым и Кириллом Эйдельнантом были на просмотре в хайфском «Маккаби».
В начале 2015 года Резнюк из-за травмы принял решение завершить свою карьеру. Последним клубом защитника было «Знамя Труда».